# Rocca di Baltit
La Rocca di Baltit o di Balti (Inglese: Baltit Fort; Urdu: قلعہ بلتت) è un antico edificio fortificato di Karimabad (già Baltit) che fino al 1945 ha ospitato il Mir dello stato di Hunza oggi fa parte della regione di Gilgit-Baltistan nel Pakistan settentrionale. 
Costruito nel XIII secolo, l'edificio domina un tratto della valle dello Hunza. Anche a seguito di terremoti ed altri eventi distruttivi, esso è stato poi ricostruito o esteso più volte nel corso dei secoli. In particolar modo nel XVII secolo a seguito del un matrimonio del Mir dell'epoca con una principessa del Baltistan, furono inviati artigiani di quelle terre a lavorare al rifacimento della rocca come parte della dote. Quanto è rimasto fino a noi di quel tempo testimonia chiaramente le influenza tibetane sulla cultura baltisana.
I Mir di Hunza abbandonarono l'edificio nel 1945, preferendo trasferirsi in un nuovo palazzo più a valle. Iniziò per il forte un periodo di decadenza che lo portò quasi alla rovina per via del vasto utilizzo di legno e mattoni di fango nella sua costruzione. Per fortuna nel 1990, dopo una segnalazione della Royal Geographical Society di Londra furono avviati estesi lavori di recupero che terminarono dopo sei anni dopo con fondi di istituzioni britanniche e dell'Agha Khan attraverso l'Aga Khan Trust for Culture Projects.
Oggi la Rocca di Baltit è un museo visitabile gestito dal Baltit Heritage Trust.